# Kategorie (matematika)

Kategorie s kolekcí objektů A, B, C a kolekcí morfismů f, g, g ∘ f; smyčky jsou šipky identity. Tato kategorie se obvykle označuje polootučným 3.

Kategorie (též abstraktní kategorie pro rozlišení od konkrétní kategorie) je v matematice kolekce „objektů“, které jsou propojeny „šipkami“. Kategorie má dvě základní vlastnosti: schopnost skládat šipky asociativně a existenci identické šipky pro každý objekt. Jednoduchým příkladem je kategorie množin Set, jejímiž objekty jsou množiny a jejímiž šipkami jsou zobrazení (funkce).
Teorie kategorií je obor matematiky, který se snaží zobecnit veškerou matematiku v termínech kategorií, nezávisle na tom, co jejich objekty a šipky představují. Prakticky každé odvětví moderní matematiky lze popsat v termínech kategorií, což často odhaluje hluboké poznatky a podobnosti mezi zdánlivě odlišnými oblastmi matematiky. Teorie kategorií poskytuje základ matematiky, který je alternativou k teorii množin a jiným navrhovaným axiomatickým základům. Obecně platí, že objekty a šipky mohou být abstraktními entitami libovolného druhu a pojem kategorie poskytuje základní a abstraktní způsob popisu matematických entit a jejich vztahů.
Kromě formalizace matematiky se teorie kategorií používá také k formalizaci mnoha jiných systémů v matematické informatice, např. sémantiky programovacích jazyků.
Klasickým a stále často používaným textem o teorii kategorií je kniha „Categories for the Working Mathematician“ Saunderse Mac Lanea. Další literatura je uvedena na konci článku v části Reference. Základní definice z tohoto článku jsou obsaženy v prvních několika kapitolách libovolné z těchto knih.
Za speciální druh kategorie lze považovat libovolný monoid (kategorie má jediný objekt tvořený nosičem monoidu, a morfismy představují prvky monoidu); podobně lze za speciální druh kategorie považovat libovolné uspořádání[nepřesný odkaz].

## Definice
Je mnoho ekvivalentních definic kategorie. Často používanou definicí je tato:
Kategorie C sestává z
- třídy ob(C) objektů,
- třída mor(C) morfismů neboli šipek,
- domény nebo výchozí třídové funkce dom: mor(C) → ob(C),
- cílové množiny nebo cílové třídové funkce cod: mor(C) → ob(C),
- z binární operace pro každé tři objekty a, b a c hom(a, b) × hom(b, c) → hom(a, c) nazývané skládání morfismů. Zde hom(a, b) označuje podtřídu morfismů f z mor(C) takovou, že dom(f) = a a cod(f) = b. Morfismy v této podtřídě zapisujeme f : a → b, a složení morfismů f : a → b a g : b → c se obvykle zapisuje g ∘ f nebo gf.

takových, že platí následující axiomy:
- asociativní zákon:, pokud f : a → b, g : b → c a h : c → d pak h ∘ (g ∘ f) = (h ∘ g) ∘ f, a
- (existence levé a pravé jednotky): pro každý objekt x existuje morfismus 1x : x → x (někteří autoři používají značení idx) nazývaný identický morfismus pro x, takový, že každý morfismus f : a → x vyhovuje 1x ∘ f = f, a každý morfismus g : x → b vyhovuje g ∘ 1x = g.

Zapisujeme f: a → b, a říkáme „f je morfismus z a do b“. Zapisujeme hom(a, b) (nebo homC(a, b), když by mohlo dojít k nedorozumění, které kategorii se zápis hom(a, b) týká) pro označení hom-třídy všech morfismů z a do b.
Někteří autoři zapisují skládání morfismů v „diagramatickém pořadí“, tj. f;g nebo fg místo g ∘ f.
Z těchto axiomů lze dokázat, že pro každý objekt existuje právě jeden identický morfismus. Zobrazení přiřazující každému objektu jeho identický morfismus se často považuje za zvláštní část struktury kategorie, jmenovitě třídovou funkci i: ob(C) → mor(C).
Někteří autoři používají poněkud odlišnou definici, ve které je každý objekt identifikovaný s odpovídajícím identickým morfismem. Pramení to z myšlenky, že základními daty kategorie jsou morfismy, a ne objekty. Kategorie lze ve skutečnosti definovat bez jakékoli zmínky o objektech pro všechna použitím částečný binární operace s přidanými vlastnostmi.

## Malé a velké kategorie
Kategorie C se nazývá malá, pokud ob(C) i hom(C) jsou množiny a ne vlastní třídy, a velká jinak. Lokálně malá kategorie je taková kategorie, že pro všechny objekty a a b je hom-třída hom(a, b) množinou nazývanou homset. Mnoho důležitých kategorií v matematice (např. kategorie množin) sice nejsou malé, ale jsou alespoň lokálně malé. Protože objekty v malých kategoriích tvoří množinu, lze malé kategorie chápat jako algebraickou strukturu podobnou monoidu, ale bez vyžadování uzávěrových vlastností. A obráceně, velké kategorie lze použít pro vytvoření „struktur“ algebraických struktur.

## Příklady
|               | Asociativita | Neutrální prvek | Inverzní prvek | Komutativita |
| ------------- | ------------ | --------------- | -------------- | ------------ |
| Abelova grupa | Ano          | Ano             | Ano            | Ano          |
| Grupa         | Ano          | Ano             | Ano            | Ne           |
| Monoid        | Ano          | Ano             | Ne             | Ne           |
| Pologrupa     | Ano          | Ne              | Ne             | Ne           |
| Lupa          | Ne           | Ano             | Ano            | Ne           |
| Kvazigrupa    | Ne           | Ne              | Ano            | Ne           |
| Grupoid       | Ne           | Ne              | Ne             | Ne           |

Třída všech množin (jako objektů) spolu se všemi funkcemi mezi nimi (jako morfismů), kde skládání morfismů je obvyklé skládání zobrazení, tvoří velkou kategorii, Set. Set je nejzákladnější a nejčastěji používanou kategorií v matematice. Kategorie Rel sestává ze všech množin (jako objektů) s binárními relacemi mezi nimi (jako morfismy). Abstrahujeme-li od relací místo funkcí, získáme speciální třídu kategorií zvaných alegorie.
Libovolnou třídu lze chápat jako kategorii, jejímiž jedinými morfismy jsou identické morfismy. Takové kategorie se nazývají diskrétní. Pro libovolnou danou množinu I, diskrétní kategorie na I je malá kategorie, která má prvky I jako objekty a jediné identické morfismy jako morfismy. Diskrétní kategorie jsou nejjednodušší druh kategorie.
Libovolná (částečně) uspořádaná množina (P, ≤) tvoří malou kategorii, jejímiž objekty jsou prvky P a morfismy jsou šipky ukazující z x do y, pokud x ≤ y. Pokud ≤ je antisymetrická relace, může mezi libovolnými dvěma objekty existovat nejvýše jeden morfismus. Existence identit a morfismů je zaručena díky reflexivitě a tranzitivitě uspořádání. Podle stejného argumentu libovolná uspořádaná množina a libovolná ekvivalence lze považovat za malé kategorie. Libovolné ordinální číslo lze považovat za kategorii, když je chápeme jako uspořádanou množinu.
Libovolný monoid (libovolná algebraická struktura s jedinou asociativní binární operací a neutrálním prvkem) tvoří malou kategorii s jediným objektem x. (x je zde libovolná pevná množina.) Morfismy z x do x jsou právě prvky monoidu, identický morfismus x je identita monoidů, a kategorické skládání morfismů popisuje vztah monoid operace. Několik definic a vět o monoidech lze zobecnit na kategorie.
Podobně lze libovolnou grupu chápat jako kategorii s jediným objektem, v níž každý morfismus je invertovatelný, což znamená, že pro každý morfismus f existuje morfismus g, které je jeho levou i pravou inverzí při skládání. Morfismus, který je v tomto smyslu invertovatelný, se nazývá izomorfismus.
Grupoid je kategorie, v níž každý morfismus je izomorfismem. Groupoidy jsou zobecněním grup, akcí grup na množině a relací ekvivalence. Z hlediska kategorií je vlastně jediným rozdílem mezi groupoidem a grupou, že groupoid může mít více než jeden objekt, zatímco grupa musí mít pouze jeden. Uvažujme topologický prostor X a určitý bázový bod {\displaystyle x_{0}} X, pak {\displaystyle \pi _{1}(X,x_{0})} je fundamentální grupa topologického prostoru X a bázového bodu {\displaystyle x_{0}}, a jako množina má strukturu grupy; pokud pak necháme bázový bod {\displaystyle x_{0}} procházet všemi body X, a vezmeme sjednocení všech {\displaystyle \pi _{1}(X,x_{0})}, pak množina, kterou takto dostaneme, má pouze strukturu groupoidu (který nazýváme fundamentálním groupoidem prostoru X): dvě smyčky (s relací ekvivalence homotopie) nemusí mít stejný bázový bod, takže se nemohou navzájem násobit. V jazyce kategorií to znamená, že dva morfismy nemusí mít stejný výchozí objekt (nebo cílový objekt, protože v tomto případě pro libovolný morfismus je výchozí objekt a cílový objekt stejný: bázový bod), takže je nelze vzájemně skládat.

Orientovaný graf.

Libovolný orientovaný graf generuje malou kategorii: objekty jsou vrcholy grafu, a morfismy jsou cesty v grafu (rozšířeném o smyčky pokud je potřeba) a skládání morfismů je zřetězením cest. Taková kategorie se nazývá volná kategorie generovaná grafem.
Třída všech (částečně) uspořádaných množin s funkcemi zachovávajícími pořadí (tj. monotonně rostoucími funkcemi) jako morfismy tvoří kategorii Ord. Ord je konkrétní kategorie, tj. kategorie získaná přidáním nějakého typu struktury ke kategorii Set, s požadavkem, aby morfismy byly funkce, které zachovávají tuto přidanou strukturu.
Třída všech grup s grupovými homomorfismy jako morfismy a skládáním zobrazení jako skládáním operací tvoří velkou kategorii Grp. Stejně jako Ord je Grp konkrétní kategorie. Kategorie Ab, sestávající ze všech abelovských grup a jejich grupových homomorfismů, je úplnou podkategorií kategorie Grp a prototypem Abelovy kategorie.
Jinou konkrétní kategorii tvoří třída všech grafů, kde morfismy jsou grafové homomorfismy (tj. zobrazením mezi grafy, která zobrazují vrcholy na vrcholy a hrany na hrany způsobem, který zachovává všechny relace sousednosti - incidence).
Příklady konkrétních kategorií ukazuje následující tabulka:
| Kategorie | Objekty                          | Morfismy                               |
| --------- | -------------------------------- | -------------------------------------- |
| Set       | množiny                          | funkce                                 |
| Ord       | (částečně) uspořádané množiny    | monotonně rostoucí funkce              |
| Mon       | monoids                          | homomorfismy monoidů                   |
| Grp       | grupy                            | grupové homomorfismy                   |
| Grph      | grafy                            | grafové homomorfismy                   |
| Ring      | okruhy                           | okruhové homomorfismy                  |
| Field     | tělesa                           | homomorfismy těles                     |
| R-Mod     | R-moduly, kde R je okruh         | R-modulové homomorfismy                |
| VectK     | vektorové prostory nad tělesem K | K-lineární zobrazení                   |
| Met       | metrické prostory                | krátká zobrazení                       |
| Meas      | prostory s mírou                 | měřitelné funkce                       |
| Top       | topologické prostory             | spojitá zobrazení                      |
| Manp      | hladké variety                   | p-krát spojitě derivovatelná zobrazení |

Fibrované bandly s bandlovým zobrazení mezi nimi tvoří konkrétní kategorii.
Kategorie Cat sestává ze všech malých kategorií s funktory mezi nimi jako morfismy.

## Konstrukce nových kategorií

### Duální kategorie
Libovolnou kategorii C lze samotnou považovat za novou kategorii jiným způsobem: objekty jsou stejné jako v původní kategorii, ale šipky jsou oproti původní kategorii obrácené. Taková kategorie se nazývá duální nebo opačná kategorie a označuje se Cop.

### Produkt kategorií
Ze dvou kategorií C a D lze vytvořit jejich produkt C × D: jeho objekty jsou dvojice tvořené jedním objektem z C a jedním z D; morfismy jsou také dvojice tvořené jedním morfismem z C a jedním z D. Takové dvojice lze skládat po složkách.

## Typy morfismů
Morfismus f : a → b se nazývá
- monomorfismus (nebo monic), pokud je zleva-cancellable, tj. fg1 = fg2 implikuje g1 = g2 pro všechny morfismy g1, g2 : x → a.
- epimorfismus (nebo epic), pokud je zprava-cancellable, tj. g1f = g2f implikuje g1 = g2 pro všechny morfismy g1, g2 : b → x.  Pojem je inspirován surjektivními homomorfismy v abstraktní algebře, ovšem homomorfismus nemusí být surjektivním zobrazením, i když je v kategoriálním smyslu epimorfismem. To dokazuje např. zobrazení {\displaystyle f(x)=x} z monoidu celých čísel {\displaystyle (\mathbb {Z} ,+,0)} do racionálních {\displaystyle (\mathbb {Q} ,+,0)}.
- bimorfismus, pokud je zároveň monomorfismem i epimorfismem.
- retrakce, pokud má pravou inverzi, tj. pokud existuje morfismus g : b → a s fg = 1b.
- sekce, pokud má levou inverzi, tj. pokud existuje morfismus g : b → a s gf = 1a.
- Izomorfismus, pokud má inverzi, tj. pokud existuje morfismus g : b → a s fg = 1b a gf = 1a.
- endomorfismus, pokud a = b. Třída endomorfismů a se označuje End(a). Pro lokálně malou kategorii je End(a) množina a se skládáním morfismů tvoří monoid.
- automorfismus, pokud f je zároveň endomorfismem i izomorfismem. Třída automorfismů a se označuje aut(a). Pro lokálně malé kategorie tvoří s operací skládání morfismů grupu nazývanou grupa automorfismů a.

Každá retrakce je epimorfismus. Každá sekce je monomorfismus. Následující tři tvrzení jsou ekvivalentní:
- f je monomorfismus a retrakce;
- f je epimorfismus a sekce;
- f je izomorfismus.

Relaci mezi morfismy (např. fg = h) je možné nejpohodlněji reprezentovat komutativními diagramy, v nichž objekty jsou reprezentovány jako vrcholy a morfismy šipkami.

## Typy kategorií
- V mnoha kategoriích, například v Ab nebo VectK nejsou hom-množiny hom(a, b) pouze množiny, ale skutečně abelovské grupy, a skládání morfismů je kompatibilní s těmito grupovými strukturami; tj. je bilineární. Takové kategorie se nazývají preaditivní. Pokud má navíc kategorie všechny konečné produkty a koprodukty, nazývá se aditivní kategorie. Pokud všechny morfismy mají jádro a kokernel, a všechny epimorfismy jsou kokernely a všechny monomorfismy jsou jádra, pak mluvíme o Abelových kategoriých. Typický příkladem Abelovy kategorie je kategorie abelovských grup.
- Kategorie se nazývá úplná, pokud v ní existují všechny malé limity. Kategorie množin, abelovských grup a topologických prostorů jsou úplné.
- Kategorie se nazývá kartézsky uzavřená, pokud má konečné přímé produkty a morfismus definovaný na konečném produktu může být vždy reprezentována morfismem definovaným pouze na jedné ze složek. K příkladům patří Set a CPO, kategorie úplných částečných uspořádání se Scottově spojitými funkcemi.
- Topos je určitý typ kartézsky uzavřené kategorie, ve které je možné formulovat veškerou matematiku (podobně jako je klasicky veškerá matematika formulována v teorii množin). Toposy je také možné použít pro reprezentaci teorií v logice.